# 카린 크나이슬

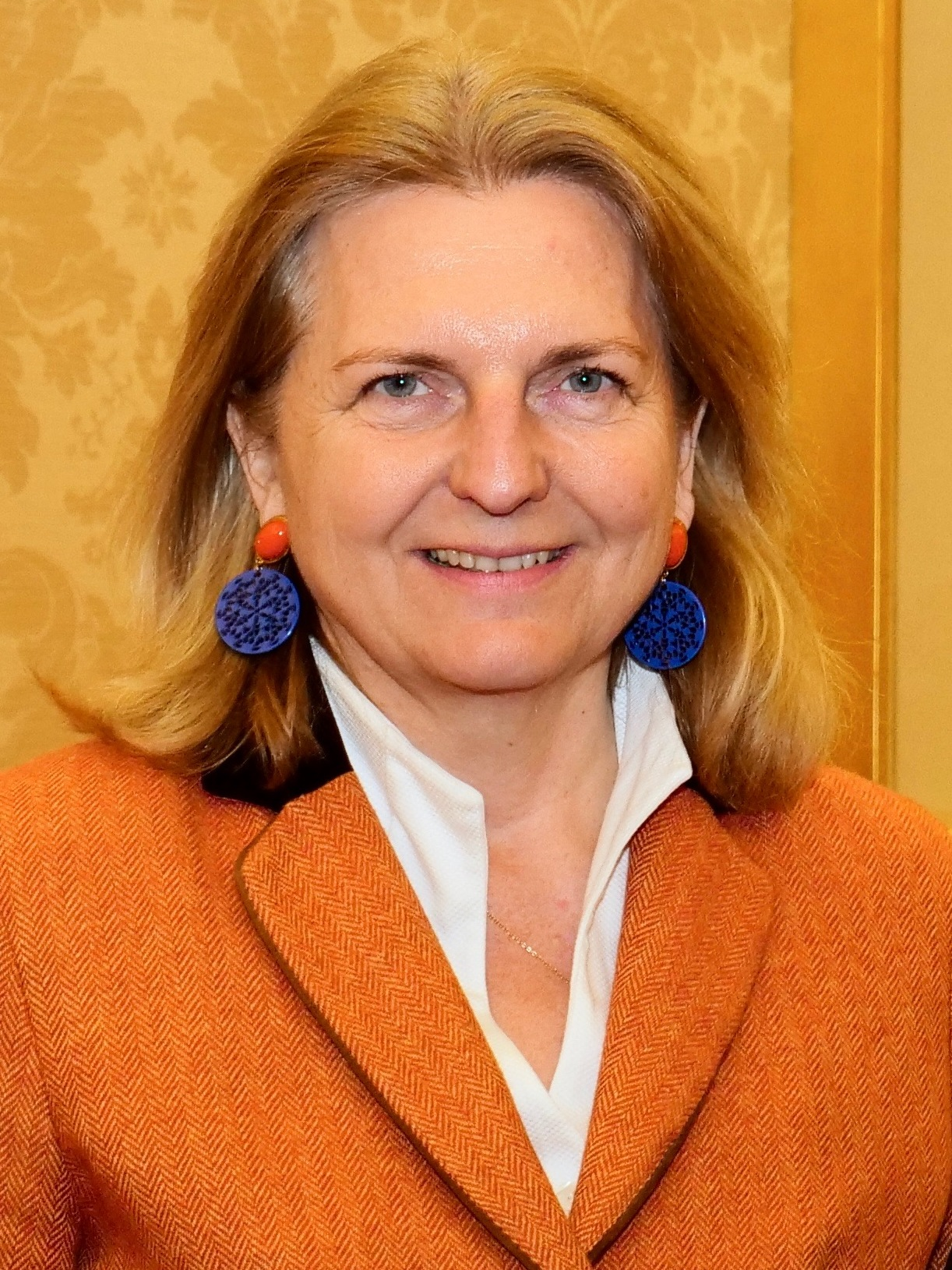
카린 크나이슬

카린 크나이슬 (Karin Kneissl, 1965년 1월 18일 ~ )은 오스트리아의 외교관, 언론인, 무소속 정치인으로, 2017년부터 2019년까지 오스트리아 외무장관을 지냈다. 크나이슬은 중동 전문가이며, 제바스티안 쿠르츠 총리가 제안한 정부 직책을 맡기 전에는 강사로 재직하였다.
크나이슬은 2020년부터 RT의 블로거로 일하고 있으며, 2021년 6월부터 2022년 5월까지는 로스네프트 이사회 구성원을 지냈다.

## 생애와 경력
빈에서 태어난 크나이슬은 암만에서 성장기를 보냈다. 그곳에서 크나이슬의 아버지는 요르단 후세인 1세의 조종사로 일했으며, 로열 요르단 항공 개발에도 참여했다. 크나이슬은 학창 시절에 국제앰네스티에서 활동했으며, 전세계의 환경, 인권 단체를 지원했다.
크나이슬은 1983년과 1987년 사이에 빈 대학교에서 법과 동양어를 공부했다. 졸업 후에는 예루살렘 히브리 대학교와 암만의 요르단 대학교에서 국제 관계를 공부했다. 그 후, 크나이슬은 조지타운 대학교의 현대 아랍 연구 센터에서 풀브라이트 연구원으로 1년을 보냈다. 1992년, 크나이슬은 국립행정학교를 졸업했으며, 이곳에서 중동의 교전당사국 국경에 대한 개념에 관한 논문으로 국제법 박사 학위를 취득했다.
크나이슬은 1990년에 오스트리아 외무부에 들어가 1990년부터 1998년까지 그녀는 오스트리아 국민당 소속 외무장관 알로이스 모크가 속한 내각에서 일했으며, 국제법률사무소에선 파리와 마드리드에서 해외 근무를 했다. 한편, 1992년~93년 자신이 국경없는의사회 오스트리아 지부의 공동 창립자 가운데 한 명이라는 크나이슬의 주장은 조직 자체에서 완전히 부인된 바 있다.
1998년 가을, 크나이슬은 외교관 생활을 정리한 뒤 비엔나 근처 자이베르스도르프에서 살았다. 이후 크나이슬은 독일어 및 영어 인쇄 매체에서 프리랜스 저널리스트로 일했다. 크나이슬은 오스트리아 방송사 ORF에서 정치 분석을 하면서 대중에게 널리 이름을 알렸고, 여러 전문 서적과 논픽션 서적을 저술했다.
크나이슬은 국제법, 중동의 역사 및 에너지 시장의 전문가로서 빈 외교 아카데미, 라인가우 유럽 비즈니스 스쿨에서 강의했으며, 국방 아카데미, 비너노이슈타트 소재 군사 아카데미, 레바논 베이루트의 불어권 대학 세인트 조지프 대학교에서 객원 강사로 활동했다. 크나이슬은 10년 동안 빈 대학교 정치학과에서 일했으며, 일간지 디 프레세와 노이어 취르허 차이퉁의 독립 특파원 자격으로 기사를 기고해온 바 있다.

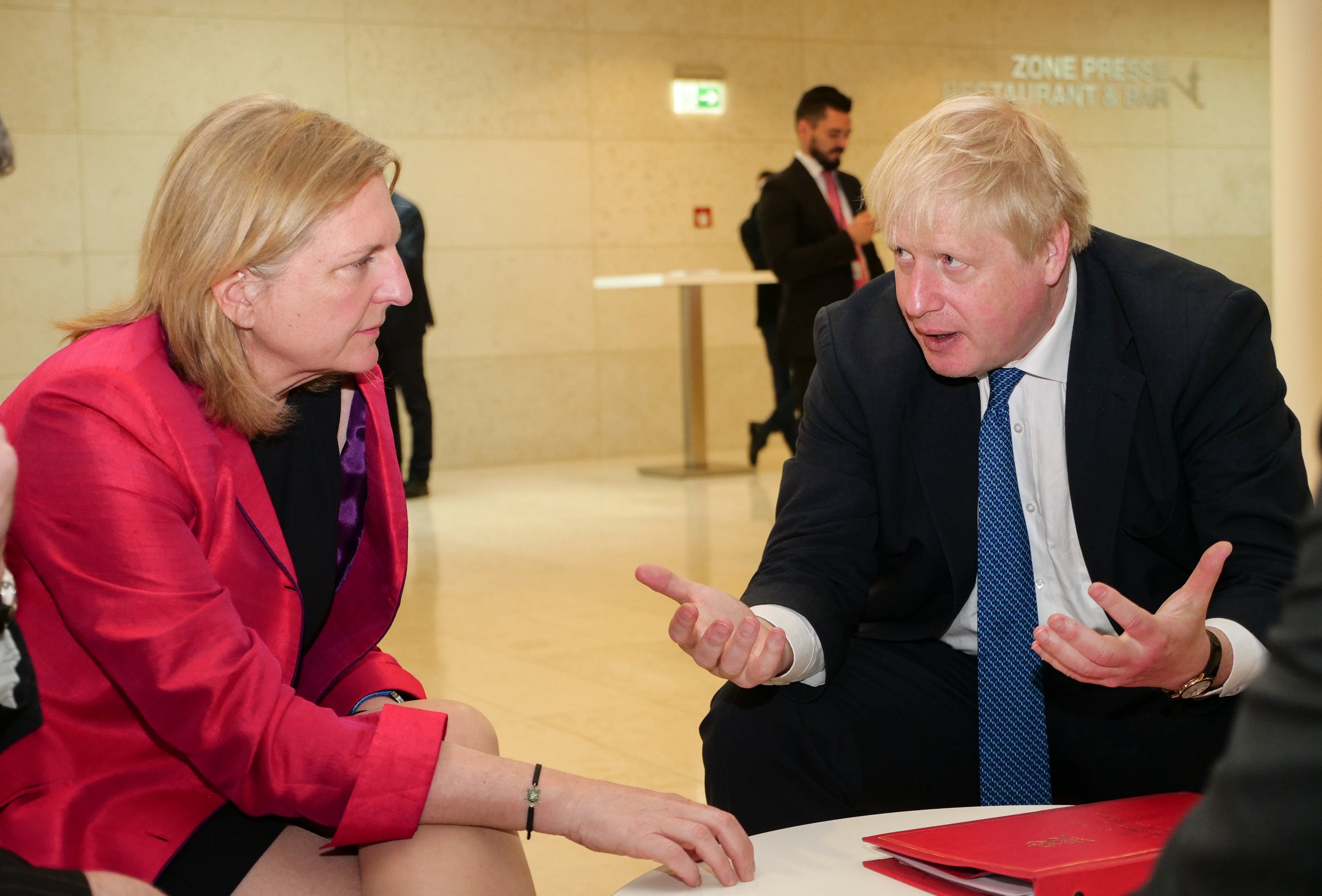
보리스 존슨 당시 영국 외무장관과 크나이슬, 2018년 4월 16일

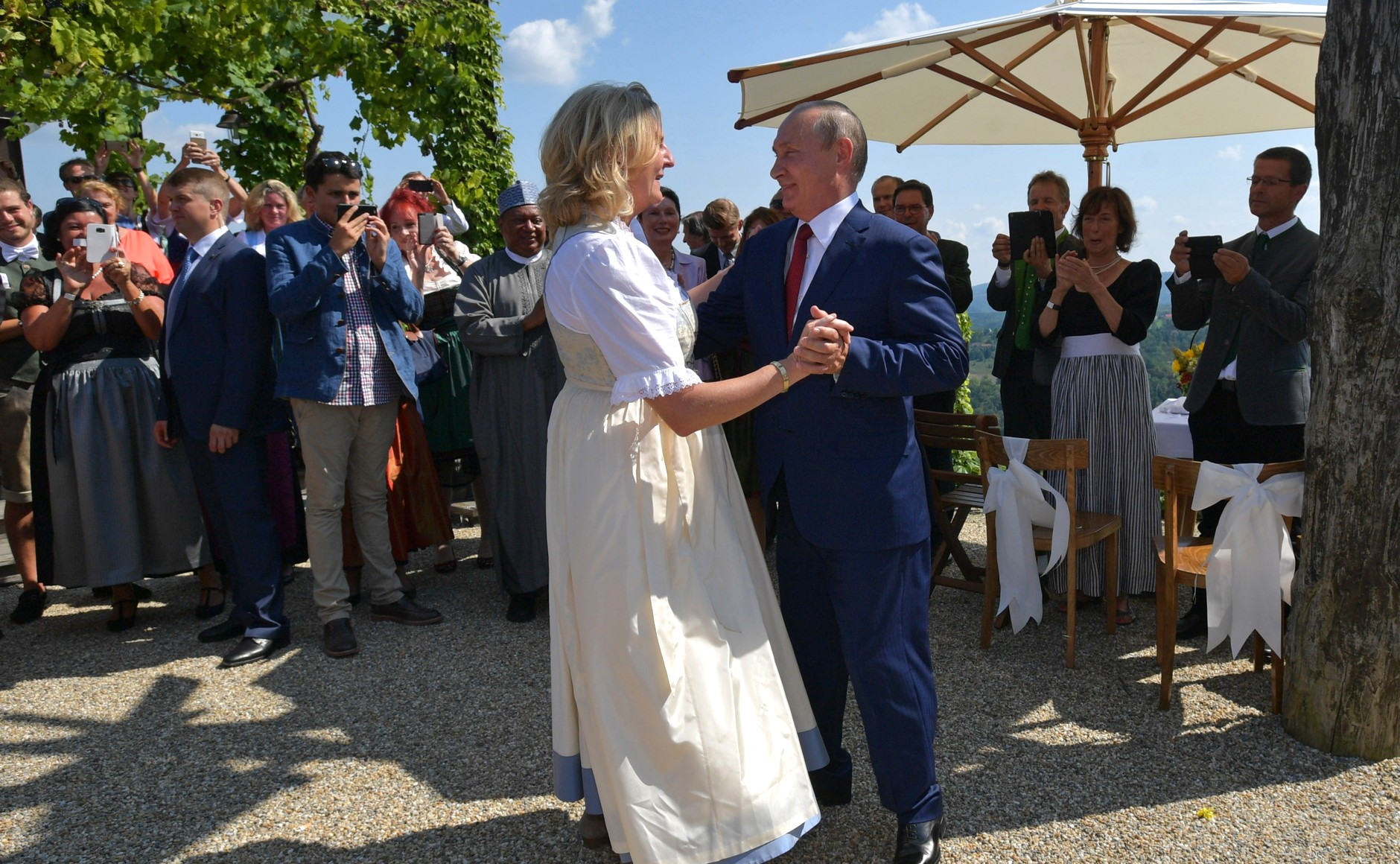
크나이슬과 블라디미르 푸틴, 2018년 8월 18일

크나이슬은 공개 저술과 방송에서 빈번하게 유럽 연합을 날카롭게 비판했고, 인구이동과 관련한 발언으로 논란을 불러일으켰다. 2016년 7월, 브렉시트 국민투표가 끝난 후, 크나이슬은 장 클로드 융커 유럽 연합 집행위원회 위원장을 강력 규탄했다. 크나이슬은 저술한 책 '나의 중동'(My Middle East)의 인용문에서 19세기 독일 민족주의에 기반을 둔 '피와 토양 이데올로기'를 거론하면서 오스트리아-헝가리계 출판인 테오도르 헤르츨 이 창시한 시온주의를 비판해 논란을 일으켰다. 또한 크나이슬은 난민, 이주, 통합 문제와 관련해 고정 관념을 제공했다는 비난을 받기도 했다. 2015년 난민 위기가 절정에 달했을 때, 크나이슬은 그들 대부분이 경제 이민자들이며 망명 신청자들의 '80%'가 20세에서 30세 사이의 젊은이들이라고 지적했다. 2015년 9월, 크나이슬은 공영파 텔레비전에서 아랍 세계에서 봉기가 일어난 이유 가운데로 일거리와 집이 없어 여성을 얻지 못하고, 전통 사회에서 남자로서 지위를 얻지 못한 젊은 아랍인들의 테스토스테론 때문이라고 말했다. 크나이슬은 또한 앙겔라 메르켈 당시 독일 총리가 난민들과 셀카를 찍은 행위를 날카롭게 비판했고, 훗날 유럽-튀르키예 간 체결된 난민 협정을 "허튼 소리"라고 묘사했다. 이러한 논란성 발언은 크나이슬을 '보수 성향 자유사상가'로 규정할 수 없다는 비판과 의구심을 불러왔지만, 포퓰리즘, 반이민주의 성향 정당인 오스트리아 자유당에게선 찬사와 동정을 받기도 했다. 2016년에 오스트리아 국민당의 지도자인 하인츠 크리스티안 슈트라헤는 크나이슬을 대통령 후보로 지명하는 것을 고려했지만, 결국 노르베르트 호퍼를 대통령 후보로 지명하기로 결정했다.

크나이슬은 난민 수용소를 강제 수용소에 비유했던 알렉산더 판 데어 벨렌과 프란치스코 교황을 비판하며 "트럼프뿐만 아니라 다른 사람들도 도발한다"고 말했다.
오스트리아 국민당은 크나이슬을 제바스티안 쿠르츠 정부에서 오스트리아 외무장관직을 수행하는 비당권자로 지명하였다. 크나이슬은 이런 직책을 수행한 세 번째 여성이었다. 오스트리아 국민당 대표 하인츠크리스티안 슈트라헤는 크나이슬을 미래의 여성 크라이스키라고 지칭하면서 찬사를 아끼지 않았다.
크나이슬은 모국어인 독일어 외에도 아랍어, 영어, 프랑스어 및 스페인어를 할 수 있는 능력을 갖추고 있다. 히브리어, 헝가리어, 이탈리아어는 기본 지식을 갖추고 있다고 알려져 있다.
2018년 8월, 크나이슬은 슬로베니아 국경 근처에 위치한 작은 마을 감리츠에서 열린 결혼식에서 54세 기업가 볼프강 마일링거 (Wolfgang Meilinger)와 결혼했다. 결혼식 도중 크나이슬은 결혼식에 참석한 블라디미르 푸틴과 춤을 추며 화려한 동작을 선보였다. 푸틴에게 절하는 유럽 외무장관의 제스처 사진은 러시아와 국제 언론에 널리 퍼졌고, 크나이슬은 순진한 태도는 유럽 내에서 큰 분노와 비판을 불러 일으켰다. 2019년, 불신임 투표로 1차 쿠르츠 정부가 해산되면서 크나이슬은 정계를 떠났다.
2020년, 크나이슬은 RT에 오피니언 기사를 기고하기 시작했으며, 크렘린의 정치 의제를 옹호하는 사람으로 낙인찍혔다.
크나이슬은 러시아의 우크라이나 침공 이후인 2022년 5월, 2021년부터 일해온 로스네프트 이사회에서 물러났다. 크나이슬이 워싱턴 포스트 기자에게 보낸 문자 메시지에 따르면, 크나이슬은 신변 위협 때문에 오스트리아를 떠났다고 한다.